# Zwilling J. A. Henckels
Die Zwilling J. A. Henckels AG (eigene Schreibweise: ZWILLING J.A. Henckels) ist ein Unternehmen der Schneidwarenindustrie mit Sitz in Solingen. Zum Produktportfolio gehören unter anderem Kochmesser, Scheren, Kochtöpfe, Bestecke, Gläser, Küchenhelfer, elektrische Küchengeräte, Vakuumiersysteme sowie Grill/Grillzubehör.
Zur Zwilling-Gruppe gehören folgende Marken: ZWILLING, HENCKELS, Miyabi, BSF, Demeyere, Staub, Fontignac, Ballarini, Flammkraft und Santos Grills. Seit 1970 ist die Neusser Wilh. Werhahn KG Alleinaktionärin. Produktionsstandorte in sieben Ländern und der Vertrieb in mehr als 100 Ländern bilden das weltweite Netz der Zwilling-Gruppe. Mit einer über 290-jährigen Geschichte zählt Zwilling zu den ältesten Marken der Welt. Heute beschäftigt das Unternehmen weltweit rund 3.300 Mitarbeiter, 2021 wurde ein Umsatz von 874 Millionen Euro erzielt, 40 % davon im Online-Geschäft.

## Geschichte

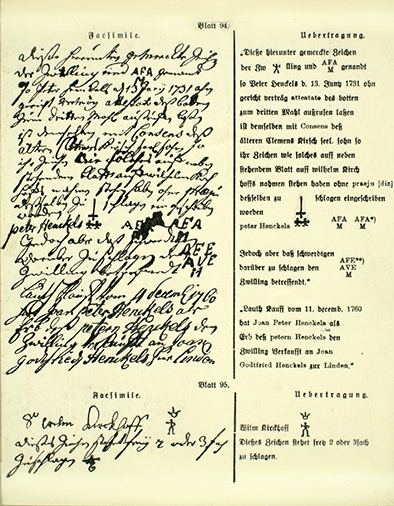
Eintrag der Marke ZWILLING als Handwerkszeichen in die Solinger Messermacherrolle 1731

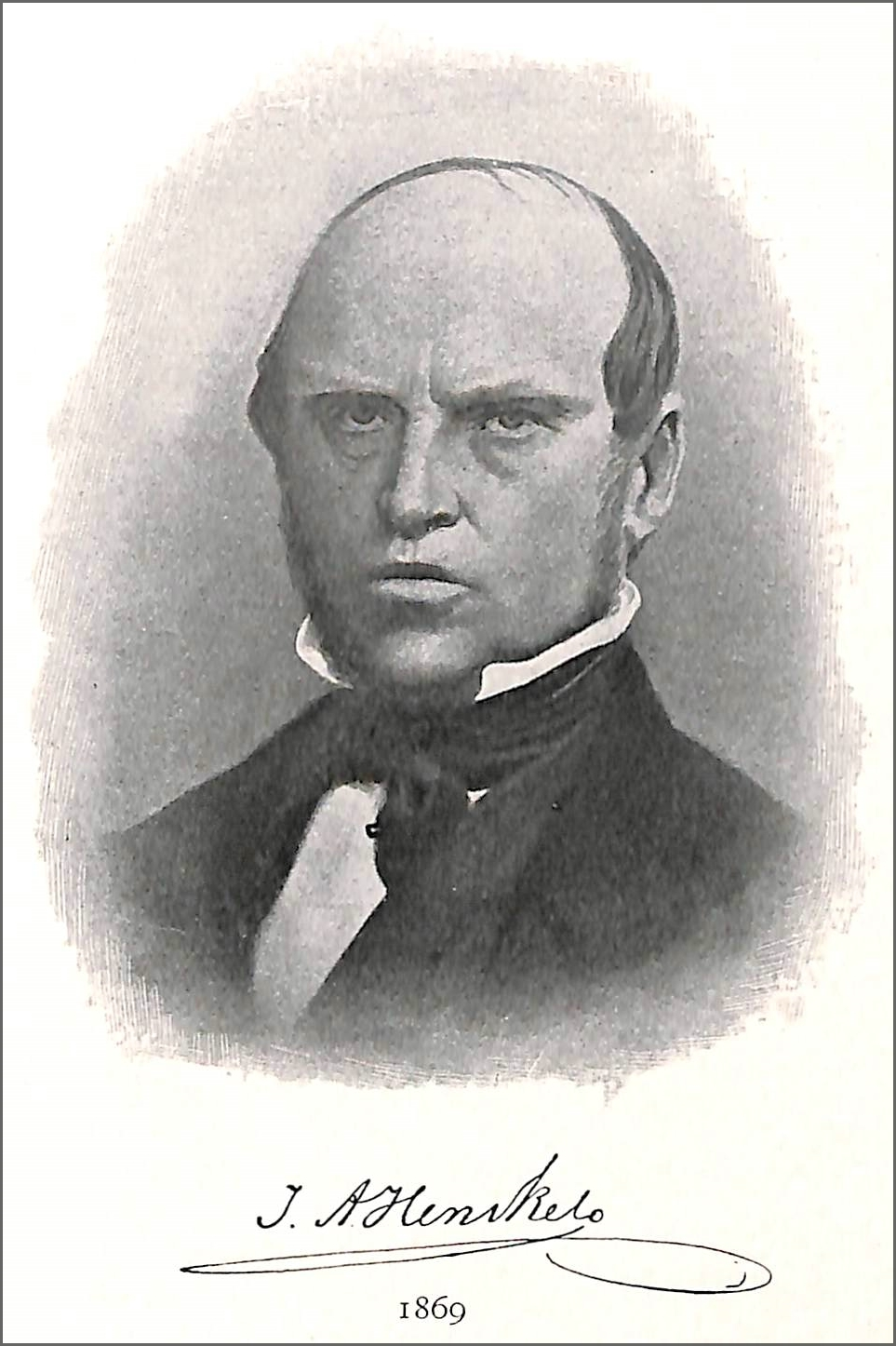
Johann Abraham Henckels jun. (1869)

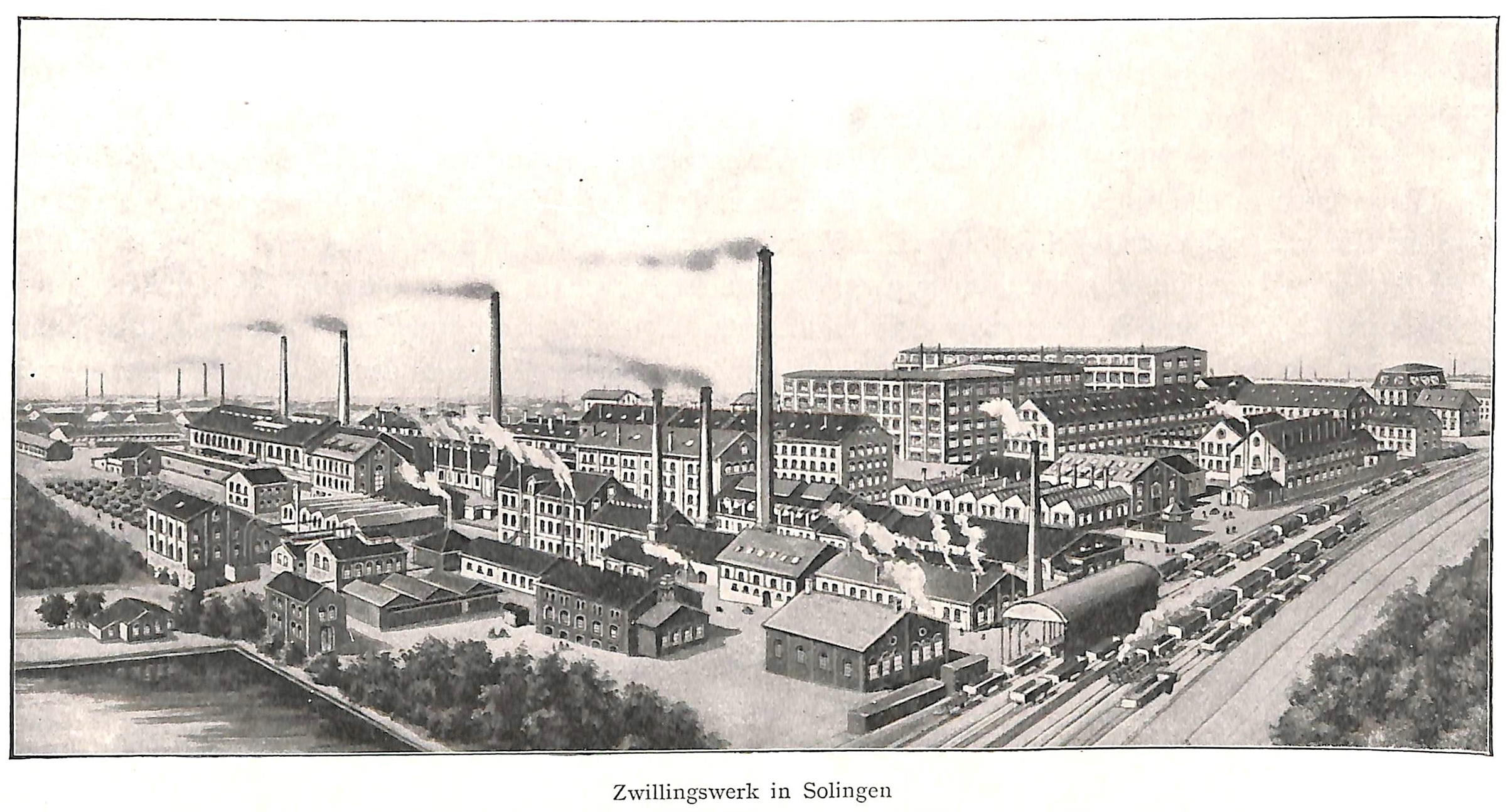
Werksansicht (um 1910)

Die Geschichte der Marke Zwilling begann, als am 13. Juni 1731, also im Sternzeichen Zwillinge, sich der Solinger Messerschmied Peter Henckels, Angehöriger einer nachweislich seit etwa 1450 im Raum Solingen, Elberfeld und Lennep tätigen Schleifer- und Schmiedefamilie, den Zwilling als Handwerkszeichen in die Solinger Messermacherrolle eintragen ließ. Zwilling ist damit eine der ältesten Marken der Welt. Johann Abraham Henckels (1771–1850) gab dem Unternehmen seinen Namen. 1818 eröffnete es in Berlin die erste Verkaufsniederlassung. 1883 wurde ein Geschäft in New York eingerichtet. 1884 folgte Wien, das Geschäft befand sich an der Kärntner Straße 24 im 1. Bezirk Innere Stadt. 1897 folgten Filialen in Kopenhagen und Rotterdam.
Wurde anfangs der verwendete Stahl noch aus England bezogen, so folgte in der Mitte des 19. Jahrhunderts die Umstellung der Produktion auf einheimischen Stahl. Eine Arbeitersparkasse gründete man 1851, die erste Dampfmaschine wurde in der Produktion 1853 in Betrieb genommen. Und eine neue Art des Schmiedens in Gesenken beispielsweise von Gabeln und Scheren fand Verwendung, lange bevor diese Technik auch bei anderen Herstellern zum Standard wurde. Die Umstellung von Dampfkraft auf Elektroantriebe folgte im Unternehmen rund 50 Jahre später ab 1905 mit der Inbetriebnahme eines eigenen Kraftwerkes. Die Chronik „Solingen und sein Industriebezirk“ aus dem Jahr 1922 bezeichnet Johann Abraham Henckels jr. als „Pionier einer neuen Betriebsform und der maschinellen Technik.“
Den größten Mitarbeiterstamm hatte Zwilling mit 1200 Betriebs- und 1500 Heimarbeitern in der Mitte der 1920er Jahre, zu jener Zeit war das Unternehmen der weltgrößte Schneidwarenhersteller. Im Zweiten Weltkrieg wurden im Zwillingswerk in Solingen Zwangsarbeiter eingesetzt.

Das unter der Bezeichnung „Friodur“ bekannte Verfahren zur Härtung nichtrostender Klingenstähle durch Tiefkühlung wurde 1939 erfunden und 1951 für die Firma patentiert. Die 1867/1868 aufgenommene eigene Stahlproduktion gab man bei Zwilling 1965 wieder auf.

Werbung von ZWILLING J.A. Henckels aus dem Jahr 1905

Immer wieder nahm Zwilling an Weltausstellungen teil, erstmals im Jahr 1851 in London, wo das Unternehmen eine erste Medaille erhielt. Weitere Auszeichnungen folgten: Zwilling J. A. Henckels gewann 1893 die einzige zu vergebene Medaille in Chicago, den Grand Prix von Paris 1900 und den Grand Prix von St. Louis 1904 sowie 1915 vier erste Preise in San Francisco. Das Unternehmen wurde auch mit der Preußischen Goldenen Staatsmedaille prämiert. Des Weiteren wurde J. A. Henckels zum k.u.k. Hof-Stahlwaren-Fabrikanten ernannt.
Im Jahre 1909 gründete Zwilling seine erste Tochtergesellschaft in den USA. Weitere folgten in Kanada, den Niederlanden, Dänemark, der Schweiz, Japan, Italien, Frankreich, Spanien, der Volksrepublik China und Taiwan. Anfang 2008 wurden Tochtergesellschaften in Großbritannien und Brasilien, 2013 in der Türkei begründet.

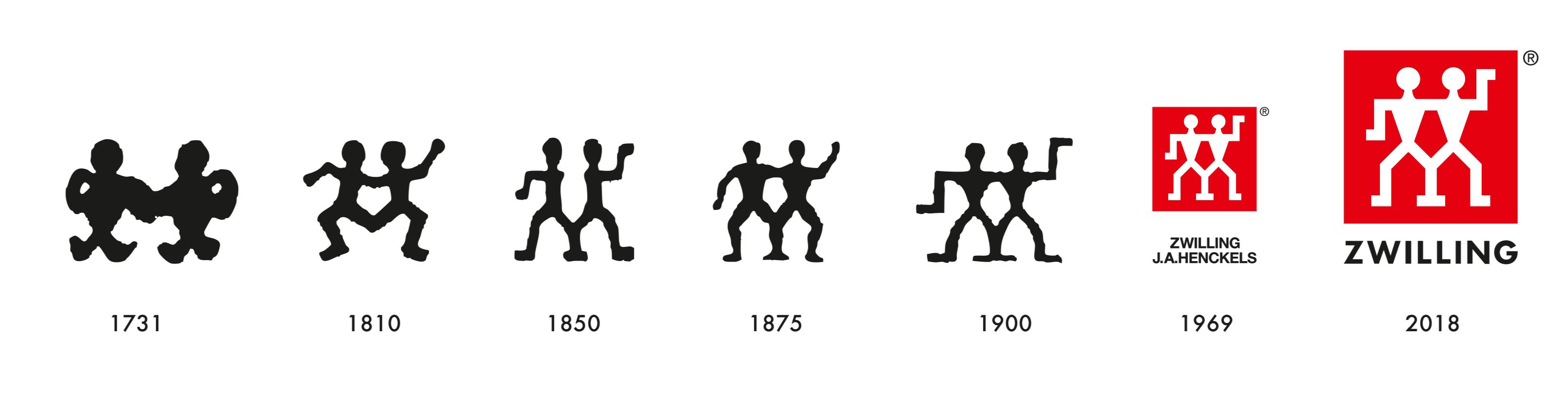
Historische Entwicklung des ZWILLING-Logos, 1731 bis heute

Bis zum Jahr 1969 blieb Zwilling im Familienbesitz. Bis in dieses Jahr hinein war die schwarze Silhouette, eingetragen im Sternzeichen des Zwillings, das immer wieder modifizierte Markenzeichen des Unternehmens. Das rote Quadrat trat 1969 hinter die Zwillingfiguren.
1953 wurde Zwilling in eine Aktiengesellschaft umgewandelt, alle Anteile blieben zu diesem Zeitpunkt im Familienbesitz. Die Wilh. Werhahn KG aus Neuss übernahm zunächst 1969 die Aktienmehrheit und wurde im folgenden Jahr zur Alleinaktionärin.
Die Produkte des Unternehmens werden in über 100 Ländern vertrieben. Außerdem betreibt das Unternehmen Läden, Studios und Partnershops im In- und Ausland, darunter etwa 200 Shop-in-Shops in China. 2004 hat Zwilling den japanischen Messerhersteller Nippa übernommen. Mit der Akquisition des belgischen Herstellers Demeyere (Edelstahlkochgeschirr) und der französischen Gruppe Staub (Gusseisenkochgeschirr) im Frühjahr 2008 sowie der Übernahme des italienischen Spezialisten für Aluminiumkochgeschirr Ballarini im Jahr 2015 hat Zwilling sein Kochgeschirr-Segment weiter ausgebaut. 2021 ergänzt Zwilling sein Marken-Portfolio in Richtung Barbecue durch eine Mehrheitsbeteiligung bei Santos Grills (Grillfachhändler) und Flammkraft (Hersteller von High-End-Grills).
Hergestellt werden die Produkte von Zwilling in Deutschland am Standort Solingen, aber auch in Japan und China, wo das Unternehmen seit 1995 an einem Joint Venture beteiligt ist. Der Schneidwarenhersteller beschäftigt weltweit 3.800 Mitarbeiter. Der Umsatz des Unternehmens wird zu rund 80 % im Ausland erwirtschaftet.
2013 wurden die von Zwilling übernommenen Solinger Hersteller für Friseurbedarf Jaguar und Tondeo in der United Salon Technologies GmbH zusammengefasst. Diese Geschäftseinheit wurde 2021 an die CERTINA-Gruppe verkauft.

### Zeittafel

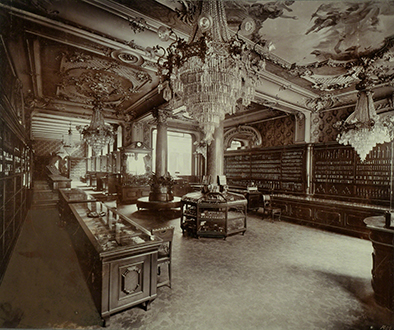
Erste Zwilling-Filiale 1818 in Berlin

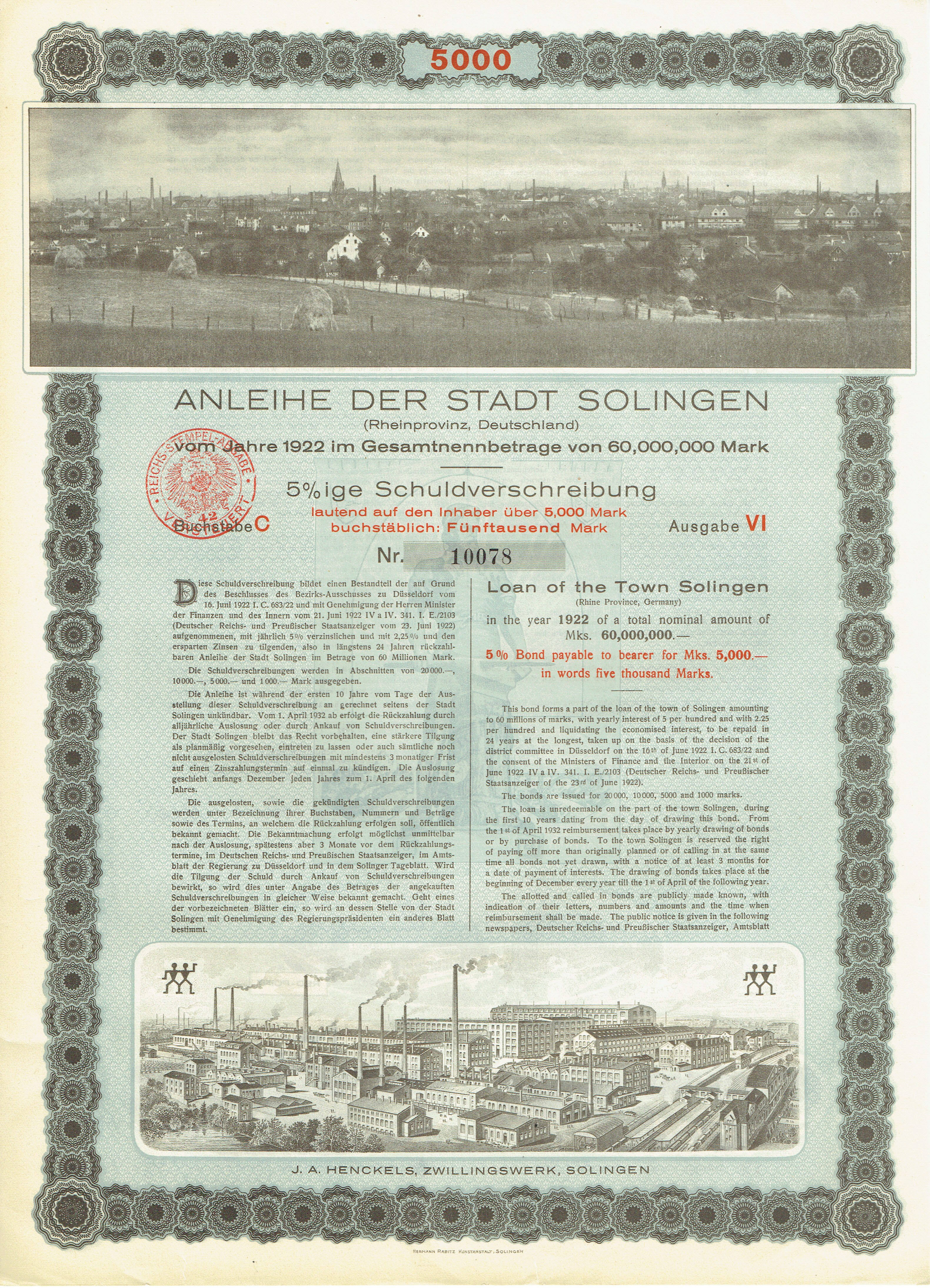
Anleihe der Stadt Solingen von 1922 mit Darstellung des Firmengeländes von J. A. Henckels

- 1731: Eintragung des Zwilling und damit der Marke in die Solinger Messermacherrolle durch Peter Henckels (geb. 1659)
- 1818: Eröffnung der Niederlassung Berlin.
- 1851: Weltausstellung in London. Ein Preis wurde gewonnen
- 1855: Höchste Auszeichnung auf der Weltausstellung Paris
- 1883: Eröffnung der Filiale New York
- 1893: Zwilling erhält die einzige zu vergebende Medaille auf der Weltausstellung in Chicago
- 1900: Höchste Auszeichnung auf der Weltausstellung Paris
- 1904: Weltausstellung in St. Louis
- 1909: Gründung der Firma J. A. Henckels USA Inc. (heute: ZWILLING J.A. Henckels LLC)
- 1915: Vier erste Preise auf der Weltausstellung San Francisco
- 1923: Einführung der nichtrostenden Stahlklingen
- 1927: Eröffnung Filiale Paris
- 1938: Zwilling erhält das Patent für die Scherenserie „Küchenhilfe“
- 1939: Zwilling erhält das Patent für das Eishärteverfahren
- 1951: Einführung der eisgehärteten Stahlklingen unter dem Namen Friodur
- 1953: Zwilling wird in eine Aktiengesellschaft umgewandelt
- 1969: Zwilling-Logo auf rotem Grund
- 1969: Wilh. Werhahn KG übernimmt Aktienmehrheit
- 1970: Wilh. Werhahn KG wird Alleinaktionär
- 1976: Zwilling entwickelt die **** Vier-Sterne-Messerserie
- 1993: Beteiligung an Arcos Hermanos S.A., Spanien
- 1995: Gründung von Joint Venture China
- 1995: Übernahme M.H. Wilkens & Söhne und der Marke BSF
- 2004: Erwerb der japanischen Messermanufaktur Nippa
- 2005: Erster Concept Store in Paris
- 2008: Übernahme der Firma Demeyere NV aus Belgien
- 2008: Übernahme der Firma Groupe Staub S.A. aus Frankreich
- 2009: Eröffnung des Betriebskindergartens Twinny Land
- 2010: Eröffnung Joint Venture Russland
- 2012: Eröffnung eines Flagship Stores in Düsseldorf
- 2013: Eröffnung des Concept Stores in Hangzhou/China
- 2015: Übernahme des italienischen Pfannenherstellers Ballarini
- 2021: Mehrheitsbeteiligung beim Grillfachhändler Santos Grills
- 2021: Mehrheitsbeteiligung bei Flammkraft, Hersteller von High-End-Grills

## Konzernstruktur

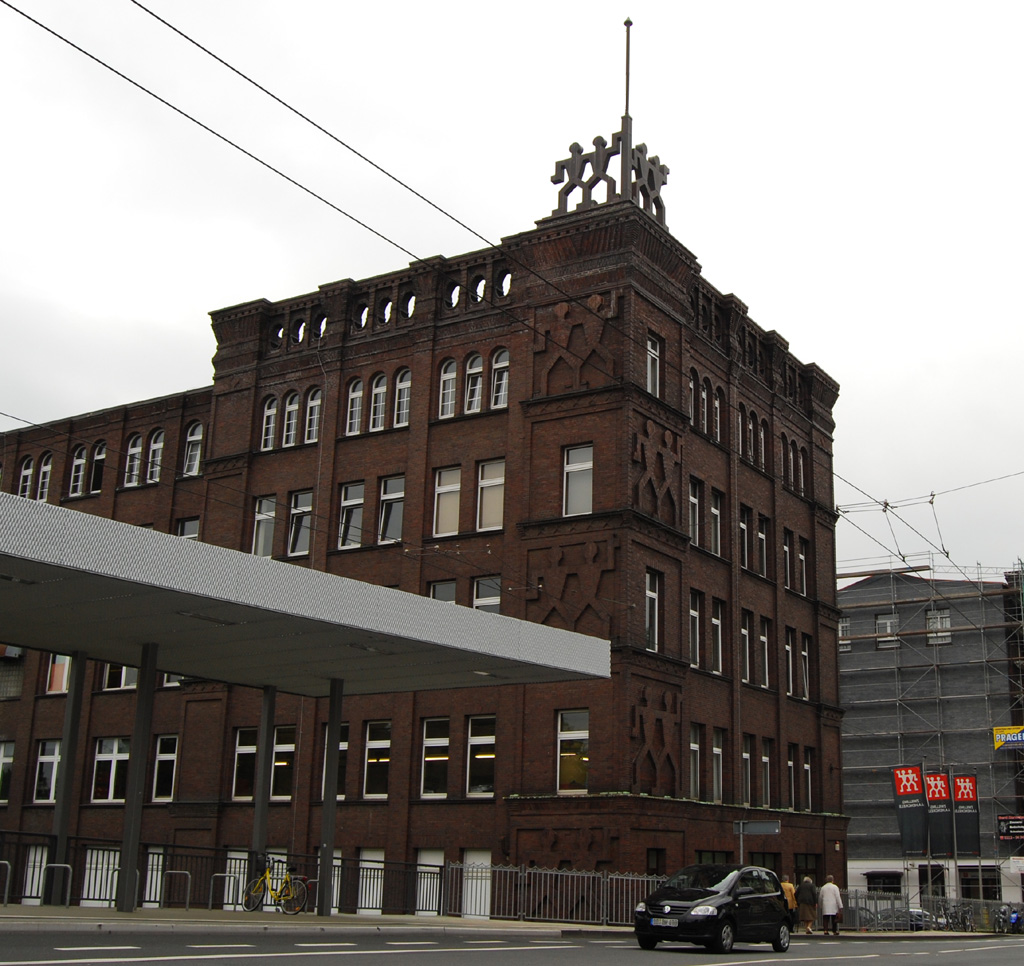
Firmengebäude der ZWILLING J.A. Henckels AG in Solingen

Die Zwilling Gruppe ist ein international ausgerichtetes Produktions- und Vertriebsunternehmen. Ausgehend vom ursprünglichen Kerngeschäft der Messer- und Scherenproduktion am Stammsitz in Solingen hat sich das Unternehmen in die drei Geschäftsfelder Küche, Beauty und Friseurbedarf aufgegliedert.
Hergestellt werden die Produkte in insgesamt zehn Produktionsstätten, vornehmlich in Europa und Asien. Neben Werken in Deutschland, Belgien, Frankreich und Spanien gehören Produktionen in China, Japan und Indien zur Zwilling Gruppe.
Der Verkauf ist in der Unternehmensentwicklung neben der Produktion ein zentrales Element. Zu Beginn des 19. Jahrhunderts wurden Vertriebstöchter in internationalen Exportmärkten aufgebaut und ein Filialnetz in wirtschaftlich bedeutenden Städten weltweit installiert. Heute ist die Zwilling Gruppe zum Beispiel mit eigenen Vertriebsgesellschaften in den großen europäischen Märkten, in Russland, der Türkei, Brasilien, Kanada und den USA sowie in China, Japan und Taiwan vertreten.
Darüber hinaus bestehen aktuell zehn Filialen oder Concept Stores weltweit, so beispielsweise in Berlin, Paris, Genf, Barcelona, Istanbul, Budapest und São Paulo. Komplettiert wird der weltweite Markenauftritt durch die Präsentationen im stationären Handel, Outlet Stores sowie Online-Portale in verschiedenen Sprachen. 2012 kamen zu diesem Netzwerk ein Flagship Store in Düsseldorf sowie 2013 ein Concept Store im chinesischen Hangzhou dazu.
Seit 1970 gehört die Zwilling Gruppe zur Wilh. Werhahn KG mit Sitz in Neuss.

### Marken der Zwilling Gruppe
| Marke         | Anmerkung | Logo |
| ------------- | --- | ---- |
| ZWILLING      | Produkte aus Edelstahl in den Segmenten Messer, Haushaltsscheren, Küchenhelfer, Kochgeschirr, Bestecke, Gläser, elektrische Küchengeräte, Kaffeemaschinen sowie Vakuumiersysteme. |      |
| Staub         | Kochgeschirr, Pfannen, Küchenhelfer und Geschirr aus Gusseisen und Keramik. |      |
| Miyabi        | Messer nach japanischer Tradition, die nach traditionellem handwerklichem Verfahren u. a. in Seki/Japan hergestellt werden.                                                       |      |
| Demeyere      | Edelstahlkochgeschirr für den professionellen Einsatz. |      |
| Ballarini     | Italienischer Pfannenhersteller und führender Anbieter von antihaftversiegelten Kochgeschirren sowie Messern, Bestecken und Küchenhelfern.                                        |      |
| BSF           | Bremer Silberwarenfabrik – Besteck in geradlinigem Design. |      |
| HENCKELS      | Küchenprodukte aus Edelstahl für Speisezubereitung, Servieren und Aufbewahren. |      |
| Fontignac     | Kochgeschirr aus Gusseisen und Keramik. |      |
| Santos Grills | Grillfachhändler für Grillgeräte und Grillzubehör mit Online-Shop, Showroom in Köln und drei Grillschulen.                                                                        |      |
| Flammkraft    | Hersteller von High-End-Gasgrills und Outdoorküchen-Elementen. |      |

## Produkte
Das Produktsortiment der Zwilling Gruppe umfasst Messer, Scheren, Kochgeschirr, Küchenhelfer, Besteck, Gläser, elektrische Küchengeräte, Kaffeemaschinen, Vakuumiersysteme und Barbecue.
Messer
Ausgerichtet auf die Aufgabenstellungen und unterschiedliche Schneidtechniken bietet Zwilling unter den Marken Zwilling, Miyabi, Ballarini und BSF verschiedene Messer vom klassischen Schälmesser bis zum Santokumesser. Zwilling hat 1923 die nichtrostende Stahlklinge und 1951 die eisgehärteten Friodurklingen bei seinen Messern eingeführt.
Ausgewählte Messerserien:
- Die Schneidigen – Markteinführung 1971
- Vier Sterne – Markteinführung 1976, die meistverkaufte Zwilling-Kochmesser-Serie der Welt
- Twin 1731 – Markteinführung 2008, entwickelt in Zusammenarbeit mit dem Designer Matteo Thun[20]
- Kramer by Zwilling – Markteinführung 2013, entwickelt in Zusammenarbeit mit Bob Kramer, einem amerikanischen Master Bladesmith
- „Müngsten Damast“ – Markteinführung 2016, limitiertes Sammlermesser bestehend aus Müngstener Brückenstahl zum 285-jährigen Jubiläum von Zwilling[21]
- Selbstschärfende Messerblöcke – Markteinführung 2020

Kochgeschirr
Bei den Edelstahl-, Aluminium- und Gusseisen-Kochgeschirr- und Pfannen-Serien von Zwilling, Demeyere, Ballarini und Staub werden verschiedene Bodentechnologien eingesetzt, um eine möglichst gute Anpassung an unterschiedliche Kochvorgänge und an unterschiedliche Herdtechniken zu erreichen. Teilweise sind diese Bodentechnologien von Zwilling entwickelt und patentiert.
Ausgewählte Kochgeschirr-Serien:
- Staub Cocotte – Markteinführung 1987
- Zwilling Prime – Markteinführung 2012
- Zwilling Sensation – Markteinführung 2013

Küchenhelfer
Ausgerichtet auf unterschiedliche Aufgabenstellungen beim Zubereiten und Servieren wird ein breites Produktsortiment unter den Marken Zwilling, Staub und Ballarini angeboten. Neben Küchenhilfen umfasst das Sortiment beispielsweise auch Sommelier Accessoires.
Ausgewählte Küchenhelfer:
- Zwilling Sommelier – Markteinführung 2013
- Zwilling Z-Cut – Markteinführung 2021

Scheren
Scheren zählen, neben den Messern, zu den ersten Produkten in der Geschichte des Unternehmens.
Ausgewählte Scheren:
- Küchenhilfe – Markteinführung 1938
- Twin Vielzweckschere – Markteinführung 1983

Besteck
Zwilling bietet Bestecke sowohl für den privaten als auch für den Gastronomiebereich unter den Marken Zwilling, Ballarini und BSF an.

### Design Awards
Seit 1983 wurde die Gestaltung von Produkten der Zwilling Gruppe mit über 50 internationalen Nominierungen, Preisen und Auszeichnungen geehrt. Dazu gehören u. a. der iF Award, der White Star Award, der Red Dot Design Award oder der Good Design Award ebenso wie die Nominierung für den Designpreis der Bundesrepublik Deutschland. Zuletzt wurde 2013 der Red Dot Design Award für das Zwilling Sommelier Kellnermesser gewonnen.

## Filialen
1818 eröffnete das Solinger Unternehmen seine erste Filiale in Berlin. Ende des 19. und zu Beginn des 20. Jahrhunderts entstanden in New York, den europäischen Metropolen und vielen europäischen Hauptstädte Filialen und Niederlassungen.
Die firmeneigenen Vertriebspunkte setzen sich heute aus Filialen, Shop-in-Shops, Outlet Stores sowie Concept- und Flagship Stores zusammen. Filialen und Concept Stores finden sich beispielsweise in Berlin, Paris, Genf, Barcelona, Istanbul, Budapest oder São Paulo. Darüber hinaus werden die Produkte im stationären Handel und in Onlineshops vertrieben.
Im Jahr 2012 wurde ein Flagship Store in Düsseldorf, 2013 ein Concept Store im chinesischen Hangzhou eröffnet. Beide Läden repräsentieren das Konzept der „Modern Living Kitchen“.

## Soziales Engagement
An Standorten internationaler Vertriebsgesellschaften unterstützt die Zwilling-Gruppe karitative Projekte zur Bildung, Ausbildung und Integration von Kindern, Jugendlichen und erwachsenen Menschen mit Behinderung. Das Ziel von „Zwilling Care“ ist die langfristige Förderung dieser Menschen und die Hilfe zu mehr Selbständigkeit und gesellschaftlicher Teilhabe. Aktuell werden Projekte an den Standorten Solingen, New York/USA, Albacete/Spanien, Chao Thai Mai/Thailand und Pondicherry/Indien umgesetzt. Im indischen Pondicherry hat Zwilling Care eine Behinderteninitiative gestartet, um jungen Indern und Inderinnen mit Behinderung zu helfen, einen Beruf zu erlernen und damit ein eigenständiges Leben zu führen. Im dort eingerichteten Ausbildungszentrum wird das Textilhandwerk unterrichtet.
Zwilling hat seit 2009 eine eigene Betriebskindertagesstätte (Twinny Land). Diese war bei der Gründung der erste integrative Betriebskindergarten in Deutschland und wird gemeinsam mit der „Lebenshilfe Solingen“ betreut. Anfang des 20. Jahrhunderts baute die Firma gegenüber ihrer Hauptverwaltung einige Häuser mit Werkswohnungen, deren öffentliche Zuwegung den Namen Henckelsstraße erhielt. Eine weitere Straße mit Werkswohnungen ist der Zwillingsweg.